# 미야하라 아쓰지
미야하라 아쓰지(일본어: 宮原 厚次, みやはら あつじ, 1958년 12월 20일~)는 일본의 레슬링 선수, 지도자이다. 1984년 하계 올림픽 그레코로만형 플라이급에서 금메달을 획득했으며, 1988년 하계 올림픽에서 플라이급 은메달을 획득했다. 현역 은퇴 후 자위대 체육학교 레슬링 감독을 맡았다.